# IC 584
IC 584 је елиптична галаксија у сазвјежђу Лав која се налази на листи објеката дубоког неба у Индекс каталогу.
Деклинација објекта је + 10° 21' 40" а ректасцензија 9h 59m 5,1s. Привидна величина (магнитуда) објекта IC 584 износи 14,6 а фотографска магнитуда 15,6. IC 584 је још познат и под ознакама MCG 2-26-10, CGCG 64-15, ARAK 226, PGC 28839.